# پاوئو بورچیک
پاوئو بورچیک (لهستانی: Paweł Burczyk؛ زادهٔ ۱۷ ژانویه ۱۹۶۹) بازیگر و صداپیشه اهل لهستان است.
از فیلم‌ها یا مجموعه‌های تلویزیونی که وی در آن‌ها نقش داشته‌است، می‌توان به یک داستان بسیار کریسمسی، سارا، نشانه‌گذاری‌شده، سرهنگ کفیاتکوفسکی، درخت سحرآمیز، قوانین نانوشته، شامانکا، به تاخت، حوزه استحفاظی ۱۳، جنگ و صلح، پیانیست، کمیسر رکس، در خوشی و سختی، عشق اول، در خیابان سپولنی، دوران افتخار، پدر متیو، پرستار کودک، کارآگاهان جنایی، خانه کشیش، ایدا و برادر الهی ما اشاره نمود.